# Standard Luik in het seizoen 2012/13
Standard Luik haalde in 2011/12 de play-offs van de Jupiler Pro League, maar wist zich daarin niet te plaatsen voor Europees voetbal. Voor aanvang van het seizoen 2012/13 rommelde het dan ook in de bestuurskamer. Zo doken er op een gegeven moment berichten over het ontslag van technisch directeur Jean-François De Sart op. De Sart was volgens verscheidene bronnen aan de deur gezet door algemeen directeur Pierre François. De beslissing van François werd echter teruggedraaid door voorzitter Roland Duchâtelet. Trainer José Riga hield het in mei 2012 voor bekeken en ruilde Standard in voor een functie bij de Aspire Academy in Qatar. Ook toen haalde de Belgische pers strubbelingen in de bestuurskamer aan als oorzaak. Eind mei nam Duchâtelet de Nederlander Ron Jans aan als opvolger van Riga. Enkele dagen later werd François, van wie aangenomen werd dat hij niet bij de aanwerving van Jans betrokken was, aan de deur gezet.
De Nederlandse coach kende een moeilijke seizoensstart en begon met een nederlaag tegen Zulte Waregem aan de competitie. Standard herpakte zich aanvankelijk, maar verloor nadien vier keer op rij. De supporters eisten het ontslag van voorzitter Duchâtelet en technisch directeur De Sart. Ook de dagen van Jans leken geteld, maar de Nederlander bezorgde zichzelf uitstel van executie door met 2-1 te winnen van aartsrivaal RSC Anderlecht. Toen Standard een week later echter opnieuw verloor, werd hij alsnog ontslagen. Assistent-coach Peter Balette nam het roer tijdelijk over. Op 27 oktober 2012 werd de Roemeen Mircea Rednic aangesteld als nieuwe trainer.
Onder Rednic begon Standard beter en regelmatiger te presteren. De club streed tot het slot van de reguliere competitie mee om een plaats in play-off I. De Luikenaars plaatsten zich uiteindelijk als zesde en dus laatste club voor de play-offs. Na halvering van de punten begon Standard aan een indrukwekkende opmars. Met vier overwinningen in de eerste zes wedstrijden speelden de Rouches lange tijd mee om de titel. Op 5 mei 2013 ging Standard echter met 2-0 verliezen in Anderlecht en mocht het de titel vergeten. De Luikse club sloot de play-offs af als vierde en mocht zo barragewedstrijden om Europees voetbal spelen tegen AA Gent, de winnaar van play-off II. In Gent verloor Standard met 1-0, maar dat zette het in de terugwedstrijd zonder problemen recht. De Rouches blikten Gent in met 7-0 en verzekerden zich zo van Europees voetbal. Een dag later werd Rednic aan de deur gezet.
In de beker lootte Standard tweedeklasser Mouscron-Péruwelz. De Rouches hadden verlengingen nodig om afstand te nemen van de Henegouwers. In de volgende ronde verloor Standard met het kleinste verschil van latere winnaar KRC Genk.

## Selectie
| Nr.           | Nationaliteit    | Naam                | Geboortedatum | Bij club sinds |         |
| Keepers       | Keepers          | Keepers             | Keepers       | Keepers        | Keepers |
| ------------- | ---------------- | ------------------- | ------------- | -------------- | ------- |
| 01            | Japan            | Eiji Kawashima      | 20.03.1983    | 2012           |         |
| 18            | België           | Anthony Moris       | 29.04.1990    | 2011           |         |
| 38            | Turkije          | Sinan Bolat         | 03.09.1988    | 2008           |         |
| Verdedigers   |                  |                     |               |                |         |
| 02            | Frankrijk        | Loïc Nego           | 15.01.1991    | 2013           |         |
| 04            | Ghana            | Daniel Opare        | 18.10.1990    | 2010           |         |
| 06            | België           | Laurent Ciman       | 06.08.1985    | 2010           |         |
| 24            | Ivoorkust        | Zié Diabaté         | 02.03.1989    | 2013           |         |
| 25            | Brazilië         | Kanu                | 03.05.1984    | 2011           |         |
| 36            | België           | Dino Arslanagic     | 24.04.1993    | 2012           |         |
| 37            | België           | Jelle Van Damme     | 03.09.1983    | 2011           |         |
| Middenvelders |                  |                     |               |                |         |
| 08            | Zweden           | Astrit Ajdarević    | 17.04.1990    | 2012           |         |
| 10            | Roemenië         | Adrian Cristea      | 30.11.1983    | 2013           |         |
| 11            | Frankrijk        | Frédéric Bulot      | 27.09.1990    | 2012           |         |
| 17            | België           | Yoni Buyens         | 03.04.1988    | 2011           |         |
| 20            | Venezuela        | Luis Manuel Seijas  | 23.06.1986    | 2011           |         |
| 21            | Frankrijk        | William Vainqueur   | 19.11.1988    | 2011           |         |
| 40            | België           | Paul José Mpoku     | 19.04.1992    | 2011           |         |
| 44            | België           | Ibrahima Cissé      | 28.02.1994    | 2012           |         |
| 45            | België           | François Marquet    | 17.04.1995    | 2012           |         |
| 77            | Israël           | Maor Buzaglo        | 14.01.1988    | 2011           |         |
| Aanvallers    |                  |                     |               |                |         |
| 07            | Nederland        | Reza Ghoochannejhad | 20.09.1987    | 2013           |         |
| 09            | Roemenië         | George Țucudean     | 30.04.1991    | 2013           |         |
| 13            | Japan            | Kensuke Nagai       | 05.03.1989    | 2013           |         |
| 14            | Japan            | Yuji Ono            | 22.12.1992    | 2013           |         |
| 23            | België           | Michy Batshuayi     | 02.10.1993    | 2010           |         |
| 28            | Brazilië         | Luiz Phellype       | 27.09.1993    | 2012           |         |
| 31            | België           | Marvin Ogunjimi     | 12.10.1988    | 2012           |         |
| 39            | Nigeria          | Imoh Ezekiel        | 24.10.1993    | 2011           |         |
| 89            | België / Turkije | Anıl Koç            | 29.01.1995    | 2013           |         |

### Technische staf
| Functie         | Naam          | Nationaliteit | Opmerking                                 |
| --------------- | ------------- | ------------- | ----------------------------------------- |
| Coach           | Mircea Rednic | Roemenië      | Vanaf 27 oktober 2012.                    |
| Coach           | Ron Jans      | Nederland     | Ontslagen op 22 oktober 2012.             |
| Assistent-coach | Peter Balette | België        | Interim-coach van 23 tot 27 oktober 2012. |
| Keeperstrainer  | Eric Deleu    | België        |                                           |

## Bestuur
| Functie               | Naam                  | Nationaliteit |
| --------------------- | --------------------- | ------------- |
| Voorzitter / Eigenaar | Roland Duchâtelet     | België        |
| Hoofd jeugdopleiding  | Christophe Dessy      | België        |
| Technisch directeur   | Jean-François De Sart | België        |

## Uitrustingen
Shirtsponsor(s): BASE

Sportmerk: Joma
| Thuis | Uit | Doelman | Doelman |  |

## Transfers

### Zomer

#### Inkomend
- Dudu Biton (Sporting Charleroi)
- Danny Verbeek (FC Den Bosch)
- Marvin Ogunjimi (Real Mallorca) (huur)
- Frédéric Bulot (Caen)
- Astrit Ajdarević (IFK Norrköping)
- Eiji Kawashima (Lierse SK)
- Yohan Tavares (SC Beira-Mar)
- Ezekiel Fryers (Manchester United)
- Iván Bulos (Sporting Cristal)
- Luiz Phellype (Desportivo Brasil)

#### Uitgaand
- Serge Gakpé (FC Nantes) (einde huur)
- Guy Dufour (Sint-Truidense VV)
- Felipe (Hannover 96)
- Mohammed Tchité (Club Brugge)
- Arnor Angeli (RAEC Mons)
- Gohi Bi Cyriac (RSC Anderlecht)
- Karim Belhocine (Waasland-Beveren)
- Koen Daerden (contract ontbonden)
- Birkir Bjarnason (Pescara) (huur)
- Franco Zennaro (Waasland-Beveren) (huur)
- Laurent Henkinet (Dessel Sport) (huur)
- Danny Verbeek (NAC Breda) (huur)
- Geoffrey Mujangi Bia (Watford FC) (huur)
- Iván Bulos (Sint-Truidense VV) (huur)

### Winter

#### Inkomend
- Reza Ghoochannejhad (Sint-Truidense VV)
- Kensuke Nagai (Nagoya Grampus)
- Yuji Ono (Yokohama F. Marinos)
- Adrian Cristea (Dinamo Boekarest) (huur)
- George Țucudean (Dinamo Boekarest)
- Zié Diabaté (Dijon) (huur)
- Loïc Nego (AS Roma) (huur)

#### Uitgaand
- Rami Gershon (Celtic FC) (huur)
- Ezekiel Fryers (Tottenham Hotspur)
- Sébastien Pocognoli (Hannover 96)
- David Biton (APOEL Nicosia) (huur)
- Ignacio María González (Hércules) (huur)
- Yohan Tavares (Estoril-Praia) (huur)
- Réginal Goreux (Krylja Sovetov Samara)

### Mei 2013
- Luis Manuel Seijas (contract ontbonden)

## Jupiler Pro League

### Wedstrijden
| Wedstrijddetails                                              | Thuisploeg                                                                     | Uitslag                         | Uitploeg                                                              | Opstelling | Kaarten                                                             |
| ------------------------------------------------------------- | ------------------------------------------------------------------------------ | ------------------------------- | --------------------------------------------------------------------- | --- | ------------------------------------------------------------------- |
| Heenronde                                                     |                                                                                |                                 |                                                                       | |                                                                     |
| 29 juli 2012 18:00u Stade Maurice Dufrasne Luik               | Standard Luik                                                                  | 0-1                             | Zulte Waregem                                                         | Kawashima Cissé, Ciman, Van Damme, Gershon Vainqueur, Buyens (46' Ajdarevic) Bulot, González, Mujangi Bia (73' Seijas) Ogunjimi (63' Biton)   | 68' Vainqueur 85' Ciman                                             |
| 29 juli 2012 18:00u Stade Maurice Dufrasne Luik               |                                                                                | 0-1                             | 10' Berrier                                                           | Kawashima Cissé, Ciman, Van Damme, Gershon Vainqueur, Buyens (46' Ajdarevic) Bulot, González, Mujangi Bia (73' Seijas) Ogunjimi (63' Biton)   | 68' Vainqueur 85' Ciman                                             |
| 3 augustus 2012 20:30 Herman Vanderpoortenstadion Lier        | Lierse SK                                                                      | 0-0                             | Standard Luik                                                         | Kawashima Goreux, Ciman, Van Damme, Pocognoli Vainqueur, Buyens (46' Buzaglo) Bulot (74' Seijas), González, Ajdarevic (80' Biton) Ogunjimi    | 40' Vainqueur 76' Van Damme                                         |
| 3 augustus 2012 20:30 Herman Vanderpoortenstadion Lier        |                                                                                |                                 |                                                                       | Kawashima Goreux, Ciman, Van Damme, Pocognoli Vainqueur, Buyens (46' Buzaglo) Bulot (74' Seijas), González, Ajdarevic (80' Biton) Ogunjimi    | 40' Vainqueur 76' Van Damme                                         |
| 11 augustus 2012 20:30 Stade Maurice Dufrasne Luik            | Standard Luik                                                                  | 3-1                             | Waasland-Beveren                                                      | Kawashima Goreux, Ciman, Van Damme, Pocognoli Vainqueur, Buyens Bulot (66' Buzaglo), González (76' Ajdarevic), Seijas Ezekiel (85' Ogunjimi)  | 21' Ezekiel                                                         |
| 11 augustus 2012 20:30 Stade Maurice Dufrasne Luik            | 32' Seijas 48' Sibum (own) 62' González                                        | 0-1 1-1 2-1 3-1                 | 29' Dugary                                                            | Kawashima Goreux, Ciman, Van Damme, Pocognoli Vainqueur, Buyens Bulot (66' Buzaglo), González (76' Ajdarevic), Seijas Ezekiel (85' Ogunjimi)  | 21' Ezekiel                                                         |
| 19 augustus 2012 18:00 Stade du Pays de Charleroi Charleroi   | Sporting Charleroi                                                             | 2-6                             | Standard Luik                                                         | Kawashima Goreux, Ciman, Van Damme, Pocognoli Vainqueur (86' Cissé), Buyens Bulot (65' Buzaglo), Ajdarevic (73' Mpoku), Seijas Ezekiel        | 33' Bulot 67' Buyens                                                |
| 19 augustus 2012 18:00 Stade du Pays de Charleroi Charleroi   | 6' Gnohéré 61' Bojovic                                                         | 0-1 1-1 1-2 1-3 2-3 2-4 2-5 2-6 | 4' Ezekiel 36' Ajdarevic 40' Seijas 63' Buyens 80' Buyens 88' Ezekiel | Kawashima Goreux, Ciman, Van Damme, Pocognoli Vainqueur (86' Cissé), Buyens Bulot (65' Buzaglo), Ajdarevic (73' Mpoku), Seijas Ezekiel        | 33' Bulot 67' Buyens                                                |
| 26 augustus 2012 14:30 Stade Maurice Dufrasne Luik            | Standard Luik                                                                  | 3-2                             | KV Mechelen                                                           | Kawashima Goreux, Ciman, Van Damme, Pocognoli Vainqueur, Buyens Bulot (82' Ajdarevic), González (88' Mpoku), Seijas (78' Buzaglo) Ezekiel     | 31' Goreux 45+3' Van Damme 52' Ciman 79' Bulot                      |
| 26 augustus 2012 14:30 Stade Maurice Dufrasne Luik            | 58' Buyens 59' Ezekiel 66' González                                            | 1-0 2-0 3-0 3-1 3-2             | 70' Junker 90+2' Enevoldsen                                           | Kawashima Goreux, Ciman, Van Damme, Pocognoli Vainqueur, Buyens Bulot (82' Ajdarevic), González (88' Mpoku), Seijas (78' Buzaglo) Ezekiel     | 31' Goreux 45+3' Van Damme 52' Ciman 79' Bulot                      |
| 2 september 2012 14:30 Jan Breydelstadion Brugge              | Club Brugge                                                                    | 4-2                             | Standard Luik                                                         | Kawashima Goreux, Ciman, Van Damme, Pocognoli (84' Biton) Vainqueur, Buyens Bulot (60' Batshuayi), González, Seijas Ezekiel (76' Ajdarevic)   | 45' Van Damme                                                       |
| 2 september 2012 14:30 Jan Breydelstadion Brugge              | 6' Bacca 23' Refaelov 36' Tchité 90+3' Bacca                                   | 1-0 1-1 2-1 3-1 3-2 4-2         | 10' González 90+1' Biton                                              | Kawashima Goreux, Ciman, Van Damme, Pocognoli (84' Biton) Vainqueur, Buyens Bulot (60' Batshuayi), González, Seijas Ezekiel (76' Ajdarevic)   | 45' Van Damme                                                       |
| 16 september 2012 18:00 Olympisch Stadion Antwerpen           | Beerschot AC                                                                   | 3-2                             | Standard Luik                                                         | Kawashima Cissé, Ciman, Van Damme, Fryers Vainqueur, Buyens Buzaglo (85' Batshuayi), González (78' Bulot), Seijas (72' Ajdarevic) Ezekiel     | 36' Cissé 85' Ciman                                                 |
| 16 september 2012 18:00 Olympisch Stadion Antwerpen           | 34' Coulibaly 77' Mununga 87' Coulibaly                                        | 1-0 1-1 1-2 2-2 3-2             | 51' Ezekiel 61' González                                              | Kawashima Cissé, Ciman, Van Damme, Fryers Vainqueur, Buyens Buzaglo (85' Batshuayi), González (78' Bulot), Seijas (72' Ajdarevic) Ezekiel     | 36' Cissé 85' Ciman                                                 |
| 21 september 2012 20:30 Stade Maurice Dufrasne Luik           | Standard Luik                                                                  | 1-2                             | AA Gent                                                               | Kawashima Cissé (85' Biton), Ciman, Van Damme, Pocognoli Vainqueur, Buyens Buzaglo (69' Batshuayi), González, Seijas (69' Bulot) Ezekiel      | 47' Ezekiel 48' Pocognoli 85' González                              |
| 21 september 2012 20:30 Stade Maurice Dufrasne Luik           | 26' Buyens                                                                     | 1-0 1-1 1-2                     | 44' Van Damme (own) 60' Arzo                                          | Kawashima Cissé (85' Biton), Ciman, Van Damme, Pocognoli Vainqueur, Buyens Buzaglo (69' Batshuayi), González, Seijas (69' Bulot) Ezekiel      | 47' Ezekiel 48' Pocognoli 85' González                              |
| 30 september 2012 18:00 Guldensporenstadion Kortrijk          | KV Kortrijk                                                                    | 2-1                             | Standard Luik                                                         | Kawashima Goreux (46' Buzaglo), Tavares, Ciman, Pocognoli (39' Cissé) Buyens, Vainqueur (83' Biton), González, Van Damme Ogunjimi, Ajdarevic  | 76' Van Damme                                                       |
| 30 september 2012 18:00 Guldensporenstadion Kortrijk          | 10' Zukanovic 67' Chavarría                                                    | 1-0 1-1 2-1                     | 42' González                                                          | Kawashima Goreux (46' Buzaglo), Tavares, Ciman, Pocognoli (39' Cissé) Buyens, Vainqueur (83' Biton), González, Van Damme Ogunjimi, Ajdarevic  | 76' Van Damme                                                       |
| 7 oktober 2012 14:30 Stade Maurice Dufrasne Luik              | Standard Luik                                                                  | 2-1                             | RSC Anderlecht                                                        | Kawashima Goreux, Tavares (46' Kanu), Ciman, Opare Vainqueur, Buyens Bulot, González (26' Ajdarevic), Van Damme Biton (70' Cissé)             | 15' Goreux 17' González 22' Van Damme 66' Goreux                    |
| 7 oktober 2012 14:30 Stade Maurice Dufrasne Luik              | 28' Bulot 40' Bulot                                                            | 0-1 1-1 2-1                     | 9' Jovanovic                                                          | Kawashima Goreux, Tavares (46' Kanu), Ciman, Opare Vainqueur, Buyens Bulot, González (26' Ajdarevic), Van Damme Biton (70' Cissé)             | 15' Goreux 17' González 22' Van Damme 66' Goreux                    |
| 20 oktober 2012 20:00 Stade Charles Tondreau Bergen           | RAEC Mons                                                                      | 3-1                             | Standard Luik                                                         | Kawashima Cissé (68' Tavares), Kanu, Ciman, Fryers Vainqueur, Buyens Bulot, Ajdarevic (62' Buzaglo), Mpoku (62' Seijas) Ezekiel               | 59' Mpoku                                                           |
| 20 oktober 2012 20:00 Stade Charles Tondreau Bergen           | 34' Jarju 88' Nong 90+1' Nong                                                  | 0-1 1-1 2-1 3-1                 | 12' Cissé                                                             | Kawashima Cissé (68' Tavares), Kanu, Ciman, Fryers Vainqueur, Buyens Bulot, Ajdarevic (62' Buzaglo), Mpoku (62' Seijas) Ezekiel               | 59' Mpoku                                                           |
| 26 oktober 2012 20:30 Stade Maurice Dufrasne Luik             | Standard Luik                                                                  | 2-1                             | Cercle Brugge                                                         | Kawashima Goreux, Kanu, Ciman, Fryers Vainqueur, Buyens Bulot (90' Buzaglo), González (Ajdarevic), Van Damme Ezekiel (74' Batshuayi)          |                                                                     |
| 26 oktober 2012 20:30 Stade Maurice Dufrasne Luik             | 30' Ezekiel 57' González                                                       | 1-0 1-1 2-1                     | 47' Gudjohnsen                                                        | Kawashima Goreux, Kanu, Ciman, Fryers Vainqueur, Buyens Bulot (90' Buzaglo), González (Ajdarevic), Van Damme Ezekiel (74' Batshuayi)          |                                                                     |
| 31 oktober 2012 20:30 Cristal Arena Genk                      | KRC Genk                                                                       | 0-2                             | Standard Luik                                                         | Kawashima Goreux, Kanu, Ciman, Fryers Bulot, Vainqueur, Buyens, Van Damme (71' Ajdarevic) Batshuayi (77' Biton), Ezekiel (61' Seijas)         | 64' Vainqueur 87' Biton 90' Kawashima                               |
| 31 oktober 2012 20:30 Cristal Arena Genk                      |                                                                                | 0-1 0-2                         | 46' Batshuayi 90+2' Seijas                                            | Kawashima Goreux, Kanu, Ciman, Fryers Bulot, Vainqueur, Buyens, Van Damme (71' Ajdarevic) Batshuayi (77' Biton), Ezekiel (61' Seijas)         | 64' Vainqueur 87' Biton 90' Kawashima                               |
| 4 november 2012 20:30 Stade Maurice Dufrasne Luik             | Standard Luik                                                                  | 2-0                             | Oud-Heverlee Leuven                                                   | Kawashima Goreux, Kanu, Ciman, Fryers Bulot 68( Ajdarevic), Vainqueur, Buyens, Van Damme Batshuayi (86' Biton), Ezekiel (54' Seijas)          |                                                                     |
| 4 november 2012 20:30 Stade Maurice Dufrasne Luik             | 14' Vainqueur 76' Batshuayi                                                    | 1-0 2-0                         |                                                                       | Kawashima Goreux, Kanu, Ciman, Fryers Bulot 68( Ajdarevic), Vainqueur, Buyens, Van Damme Batshuayi (86' Biton), Ezekiel (54' Seijas)          |                                                                     |
| 9 november 2012 20:30 Daknamstadion Lokeren                   | KSC Lokeren                                                                    | 2-1                             | Standard Luik                                                         | Kawashima Goreux, Kanu, Ciman, Fryers Buyens, Vainqueur Seijas (58' Ezekiel), Buzaglo (65' Mpoku), Van Damme Batshuayi (71' Biton)            | 59' Vainqueur                                                       |
| 9 november 2012 20:30 Daknamstadion Lokeren                   | 42' Harbaoui 65' Patosi                                                        | 1-0 2-0 2-1                     | 90+3' Van Damme                                                       | Kawashima Goreux, Kanu, Ciman, Fryers Buyens, Vainqueur Seijas (58' Ezekiel), Buzaglo (65' Mpoku), Van Damme Batshuayi (71' Biton)            | 59' Vainqueur                                                       |
| Terugronde                                                    |                                                                                |                                 |                                                                       | |                                                                     |
| 18 november 2012 14:30 Regenboogstadion Waregem               | Zulte Waregem                                                                  | 0-0                             | Standard Luik                                                         | Kawashima Goreux, Kanu, Ciman, Van Damme Bulot (77' Buzaglo), Buyens, Vainqueur (46' Ajdarevic), Mpoku Ezekiel (69' Seijas), Batshuayi        | 17' Van Damme 53' Ajdarevic 70' Goreux                              |
| 18 november 2012 14:30 Regenboogstadion Waregem               |                                                                                |                                 |                                                                       | Kawashima Goreux, Kanu, Ciman, Van Damme Bulot (77' Buzaglo), Buyens, Vainqueur (46' Ajdarevic), Mpoku Ezekiel (69' Seijas), Batshuayi        | 17' Van Damme 53' Ajdarevic 70' Goreux                              |
| 23 november 2012 20:30 Stade Maurice Dufrasne Luik            | Standard Luik                                                                  | 3-0                             | Lierse SK                                                             | Kawashima Goreux, Kanu, Ciman, Van Damme Bulot (76' Buzaglo), Buyens, Ajdarevic, Mpoku Ezekiel (81' Seijas), Batshuayi (58' Biton)            | 44' Goreux 55' Ciman                                                |
| 23 november 2012 20:30 Stade Maurice Dufrasne Luik            | 22' Ezekiel 34' Mpoku 41' Ezekiel                                              | 1-0 2-0 3-0                     |                                                                       | Kawashima Goreux, Kanu, Ciman, Van Damme Bulot (76' Buzaglo), Buyens, Ajdarevic, Mpoku Ezekiel (81' Seijas), Batshuayi (58' Biton)            | 44' Goreux 55' Ciman                                                |
| 2 december 2012 18:00 Freethiel Beveren                       | Waasland-Beveren                                                               | 0-2                             | Standard Luik                                                         | Kawashima Goreux, Arslanagic, Ciman, Van Damme Buzaglo (60' Seijas), Vainqueur, Ajdarevic (46' Buyens), Mpoku Ezekiel, Batshuayi (80' Fryers) | 86' Kawashima                                                       |
| 2 december 2012 18:00 Freethiel Beveren                       |                                                                                | 0-1 0-2                         | 12' Ezekiel 90+2' Vainqueur                                           | Kawashima Goreux, Arslanagic, Ciman, Van Damme Buzaglo (60' Seijas), Vainqueur, Ajdarevic (46' Buyens), Mpoku Ezekiel, Batshuayi (80' Fryers) | 86' Kawashima                                                       |
| 7 december 2012 20:30 Stade Maurice Dufrasne Luik             | Standard Luik                                                                  | 6-1                             | Sporting Charleroi                                                    | Kawashima Goreux, Kanu, Ciman, Van Damme Buzaglo, Vainqueur (56' González), Buyens, Mpoku (46' Pocognoli) Ezekiel (67' Phellype), Batshuayi   | 37' Mpoku                                                           |
| 7 december 2012 20:30 Stade Maurice Dufrasne Luik             | 5' Buyens 7' Vainqueur 32' Buzaglo 39' Goreux 41' Millicevic (own) 66' Ezekiel | 1-0 2-0 3-0 4-0 5-0 5-1 6-1     | 60' Rossini                                                           | Kawashima Goreux, Kanu, Ciman, Van Damme Buzaglo, Vainqueur (56' González), Buyens, Mpoku (46' Pocognoli) Ezekiel (67' Phellype), Batshuayi   | 37' Mpoku                                                           |
| 15 december 2012 18:00 Achter de Kazerne Mechelen             | KV Mechelen                                                                    | 0-2                             | Standard Luik                                                         | Kawashima Goreux, Kanu, Ciman, Van Damme Buzaglo (61' Bulot), Vainqueur, Buyens, Mpoku Ezekiel (90+1' Phellype), Batshuayi (84' Ajdarevic)    | 45' Van Damme 51' Mpoku                                             |
| 15 december 2012 18:00 Achter de Kazerne Mechelen             |                                                                                | 0-1 0-2                         | 39' Ezekiel 76' Batshuayi                                             | Kawashima Goreux, Kanu, Ciman, Van Damme Buzaglo (61' Bulot), Vainqueur, Buyens, Mpoku Ezekiel (90+1' Phellype), Batshuayi (84' Ajdarevic)    | 45' Van Damme 51' Mpoku                                             |
| 23 december 2012 14:30 Stade Maurice Dufrasne Luik            | Standard Luik                                                                  | 1-3                             | Club Brugge                                                           | Kawashima Goreux, Kanu, Ciman, Van Damme Bulot, Buyens, Vainqueur (72' Ajdarevic), Mpoku (80' Ogunjimi) Ezekiel, Batshuayi (64' Pocognoli)    | 59' Ciman 78' Ezekiel 79' Goreux                                    |
| 23 december 2012 14:30 Stade Maurice Dufrasne Luik            | 1' Ezekiel                                                                     | 1-0 1-1 1-2 1-3                 | 50' Lestienne 76' Lestienne 90+4' Bacca                               | Kawashima Goreux, Kanu, Ciman, Van Damme Bulot, Buyens, Vainqueur (72' Ajdarevic), Mpoku (80' Ogunjimi) Ezekiel, Batshuayi (64' Pocognoli)    | 59' Ciman 78' Ezekiel 79' Goreux                                    |
| 27 december 2012 18:00 Stade Maurice Dufrasne Luik            | Standard Luik                                                                  | 3-0                             | Beerschot AC                                                          | Kawashima Goreux, Kanu, Arslanagic, Van Damme Bulot (69' Buzaglo), Vainqueur, Buyens (71' Seijas), Mpoku (71' González) Ezekiel, Batshuayi    | 5' Mpoku 75' Van Damme                                              |
| 27 december 2012 18:00 Stade Maurice Dufrasne Luik            | 45+2' Batshuayi 53' Van Damme 67' Ezekiel                                      | 1-0 2-0 3-0                     |                                                                       | Kawashima Goreux, Kanu, Arslanagic, Van Damme Bulot (69' Buzaglo), Vainqueur, Buyens (71' Seijas), Mpoku (71' González) Ezekiel, Batshuayi    | 5' Mpoku 75' Van Damme                                              |
| 19 januari 2013 18:00 Jules Ottenstadion Gent                 | AA Gent                                                                        | 0-0                             | Standard Luik                                                         | Kawashima Goreux, Kanu, Ciman, Van Damme Bulot (90+1' Phellype), Vainqueur, Buyens, Seijas (58' Buzaglo) Batshuayi (76' Reza), Mpoku          | 62' Goreux 71' Vainqueur 72' Mpoku 89' Van Damme 90+2' Vainqueur    |
| 19 januari 2013 18:00 Jules Ottenstadion Gent                 |                                                                                |                                 |                                                                       | Kawashima Goreux, Kanu, Ciman, Van Damme Bulot (90+1' Phellype), Vainqueur, Buyens, Seijas (58' Buzaglo) Batshuayi (76' Reza), Mpoku          | 62' Goreux 71' Vainqueur 72' Mpoku 89' Van Damme 90+2' Vainqueur    |
| 25 januari 2013 20:30 Stade Maurice Dufrasne Luik             | Standard Luik                                                                  | 2-0                             | KV Kortrijk                                                           | Kawashima Ciman, Kanu, Arslanagic, Van Damme Bulot, Buyens, Ajdarevic (55' Ono), Buzaglo (64' Cissé) Reza (80' Koc), Batshuayi                | 33' Ciman 36' Arslanagic                                            |
| 25 januari 2013 20:30 Stade Maurice Dufrasne Luik             | 58' Batshuayi 64' Van Damme                                                    | 1-0 2-0                         |                                                                       | Kawashima Ciman, Kanu, Arslanagic, Van Damme Bulot, Buyens, Ajdarevic (55' Ono), Buzaglo (64' Cissé) Reza (80' Koc), Batshuayi                | 33' Ciman 36' Arslanagic                                            |
| 3 februari 2013 18:00 Constant Vanden Stockstadion Anderlecht | RSC Anderlecht                                                                 | 2-2                             | Standard Luik                                                         | Kawashima Opare, Kanu, Ciman, Van Damme Bulot (68' Cissé), Vainqueur, Buyens, Mpoku Batshuayi (78' Ezekiel), Reza (56' Ono)                   | 9' Vainqueur 60' Vainqueur 77' Batshuayi 90+2' Buyens               |
| 3 februari 2013 18:00 Constant Vanden Stockstadion Anderlecht | 3' Biglia 85' Gillet                                                           | 1-0 1-1 1-2 2-2                 | 21' Batshuayi 52' Buyens                                              | Kawashima Opare, Kanu, Ciman, Van Damme Bulot (68' Cissé), Vainqueur, Buyens, Mpoku Batshuayi (78' Ezekiel), Reza (56' Ono)                   | 9' Vainqueur 60' Vainqueur 77' Batshuayi 90+2' Buyens               |
| 10 februari 2013 14:30 Stade Maurice Dufrasne Luik            | Standard Luik                                                                  | 0-1                             | RAEC Mons                                                             | Kawashima Opare, Arslanagic, Ciman, Van Damme Bulot, Buyens, Cristea, Mpoku (78' Nagai) Ezekiel (58' Reza), Batshuayi (58' Tucudean)          |                                                                     |
| 10 februari 2013 14:30 Stade Maurice Dufrasne Luik            |                                                                                | 0-1                             | 20' Arbitman                                                          | Kawashima Opare, Arslanagic, Ciman, Van Damme Bulot, Buyens, Cristea, Mpoku (78' Nagai) Ezekiel (58' Reza), Batshuayi (58' Tucudean)          |                                                                     |
| 16 februari 2013 18:00 Jan Breydelstadion Brugge              | Cercle Brugge                                                                  | 0-1                             | Standard Luik                                                         | Kawashima Cissé, Arslanagic, Ciman, Van Damme Bulot, Vainqueur, Buyens, Mpoku (75' Cristea) Reza (61' Batshuayi), Ezekiel (88' Tucudean)      | 51' Vainqueur                                                       |
| 16 februari 2013 18:00 Jan Breydelstadion Brugge              |                                                                                | 0-1                             | 17' Ezekiel                                                           | Kawashima Cissé, Arslanagic, Ciman, Van Damme Bulot, Vainqueur, Buyens, Mpoku (75' Cristea) Reza (61' Batshuayi), Ezekiel (88' Tucudean)      | 51' Vainqueur                                                       |
| 24 februari 2013 18:00 Stade Maurice Dufrasne Luik            | Standard Luik                                                                  | 0-0                             | KRC Genk                                                              | Kawashima Cissé, Kanu, Ciman, Van Damme Bulot, Buyens, Cristea (81' Seijas), Mpoku Buzaglo (66' Reza), Batshuayi (74' Tucudean)               | 74' Buyens 84' Tucudean                                             |
| 24 februari 2013 18:00 Stade Maurice Dufrasne Luik            |                                                                                |                                 |                                                                       | Kawashima Cissé, Kanu, Ciman, Van Damme Bulot, Buyens, Cristea (81' Seijas), Mpoku Buzaglo (66' Reza), Batshuayi (74' Tucudean)               | 74' Buyens 84' Tucudean                                             |
| 9 maart 2013 20:00 Den Dreef Leuven                           | Oud-Heverlee Leuven                                                            | 0-4                             | Standard Luik                                                         | Kawashima Cissé, Kanu, Ciman, Van Damme Bulot, Vainqueur, Buyens, Ono (46' Opare) Ezekiel (46' Mpoku), Batshuayi (81' Nagai)                  | 45+2' Van Damme                                                     |
| 9 maart 2013 20:00 Den Dreef Leuven                           |                                                                                | 0-1 0-2 0-3 0-4                 | 1' Ezekiel 22' Batshuayi 69' Ciman 84' Bulot                          | Kawashima Cissé, Kanu, Ciman, Van Damme Bulot, Vainqueur, Buyens, Ono (46' Opare) Ezekiel (46' Mpoku), Batshuayi (81' Nagai)                  | 45+2' Van Damme                                                     |
| 16 maart 2013 20:00 Stade Maurice Dufrasne Luik               | Standard Luik                                                                  | 0-2                             | KSC Lokeren                                                           | Kawashima Cissé, Kanu, Ciman, Diabaté Bulot, Vainqueur, Buyens (59' Buzaglo), Mpoku (72' Cristea) Batshuayi, Nagai (46' Reza)                 | 52' Kanu 87' Vainqueur                                              |
| 16 maart 2013 20:00 Stade Maurice Dufrasne Luik               |                                                                                | 0-1 0-2                         | 22' De Pauw 59' Harbaoui                                              | Kawashima Cissé, Kanu, Ciman, Diabaté Bulot, Vainqueur, Buyens (59' Buzaglo), Mpoku (72' Cristea) Batshuayi, Nagai (46' Reza)                 | 52' Kanu 87' Vainqueur                                              |
| Play-off I                                                    |                                                                                |                                 |                                                                       | |                                                                     |
| 1 april 2013 14:30 Jan Breydelstadion Brugge                  | Club Brugge                                                                    | 0-2                             | Standard Luik                                                         | Kawashima Opare, Kanu, Ciman, Diabaté Bulot (85' Cristea), Vainqueur, Buyens, Mpoku Batshuayi (73' Nagai), Ezekiel (70' Ajdarevic)            | 16' Mpoku 22' Kanu 24' Buyens 56' Ezekiel 76' Opare 90+2' Ajdarevic |
| 1 april 2013 14:30 Jan Breydelstadion Brugge                  |                                                                                | 0-1 0-2                         | 31' Batshuayi 45+1' Buyens                                            | Kawashima Opare, Kanu, Ciman, Diabaté Bulot (85' Cristea), Vainqueur, Buyens, Mpoku Batshuayi (73' Nagai), Ezekiel (70' Ajdarevic)            | 16' Mpoku 22' Kanu 24' Buyens 56' Ezekiel 76' Opare 90+2' Ajdarevic |
| 6 april 2013 18:00 Stade Maurice Dufrasne Luik                | Standard Luik                                                                  | 0-0                             | RSC Anderlecht                                                        | Kawashima Opare, Ciman, Kanu, Van Damme Bulot (88' Cristea), Vainqueur, Buyens, Mpoku Batshuayi (78' Tucudean), Ezekiel (71' Nagai)           | 33' Kanu                                                            |
| 6 april 2013 18:00 Stade Maurice Dufrasne Luik                |                                                                                |                                 |                                                                       | Kawashima Opare, Ciman, Kanu, Van Damme Bulot (88' Cristea), Vainqueur, Buyens, Mpoku Batshuayi (78' Tucudean), Ezekiel (71' Nagai)           | 33' Kanu                                                            |
| 12 april 2013 20:30 Regenboogstadion Waregem                  | Zulte Waregem                                                                  | 3-4                             | Standard Luik                                                         | Kawashima Opare, Ciman, Kanu, Van Damme Bulot, Vainqueur, Buyens, Cristea (46' Mpoku) Nagai (84' Tucudean), Batshuayi (62' Ezekiel)           | 70' Moris 82' Ciman                                                 |
| 12 april 2013 20:30 Regenboogstadion Waregem                  | 4' Leye 43' Van Damme (own) 53' Godeau                                         | 1-0 1-1 2-1 3-1 3-2 3-3 3-4     | 40' Vainqueur 61' Mpoku 63' Kanu 79' Ezekiel                          | Kawashima Opare, Ciman, Kanu, Van Damme Bulot, Vainqueur, Buyens, Cristea (46' Mpoku) Nagai (84' Tucudean), Batshuayi (62' Ezekiel)           | 70' Moris 82' Ciman                                                 |
| 16 april 2013 20:30 Stade Maurice Dufrasne Luik               | Standard Luik                                                                  | 3-0                             | KRC Genk                                                              | Kawashima Opare, Ciman, Kanu, Van Damme Bulot, Vainqueur, Buyens, Mpoku (79' Ono) Nagai (55' Diabaté), Ezekiel (64' Batshuayi)                | 50' Kanu 81' Opare                                                  |
| 16 april 2013 20:30 Stade Maurice Dufrasne Luik               | 27' Buyens 54' Mpoku 74' Batshuayi                                             | 1-0 2-0 3-0                     |                                                                       | Kawashima Opare, Ciman, Kanu, Van Damme Bulot, Vainqueur, Buyens, Mpoku (79' Ono) Nagai (55' Diabaté), Ezekiel (64' Batshuayi)                | 50' Kanu 81' Opare                                                  |
| 20 april 2013 18:00 Daknamstadion Lokeren                     | KSC Lokeren                                                                    | 4-1                             | Standard Luik                                                         | Kawashima Opare, Kanu, Ciman, Van Damme Bulot, Vainqueur, Buyens (70' Tucudean), Mpoku (46' Diabaté) Ezekiel (59' Nagai), Batshuayi           | 37' Mpoku                                                           |
| 20 april 2013 18:00 Daknamstadion Lokeren                     | 10' Mokulu 25' De Pauw 71' Harbaoui 77' Harbaoui                               | 1-0 2-0 2-1 3-1 4-1             | 33' Mpoku                                                             | Kawashima Opare, Kanu, Ciman, Van Damme Bulot, Vainqueur, Buyens (70' Tucudean), Mpoku (46' Diabaté) Ezekiel (59' Nagai), Batshuayi           | 37' Mpoku                                                           |
| 28 april 2013 18:00 Stade Maurice Dufrasne Luik               | Standard Luik                                                                  | 1-0                             | Zulte Waregem                                                         | Kawashima Opare, Arslanagic, Kanu, Diabaté Bulot, Vainqueur, Buyens, Mpoku (87' Cissé) Batshuayi (81' Tucudean), Ezekiel (65' Nagai)          | 39' Bulot 75' Kanu                                                  |
| 28 april 2013 18:00 Stade Maurice Dufrasne Luik               | 49' Mpoku                                                                      | 1-0                             |                                                                       | Kawashima Opare, Arslanagic, Kanu, Diabaté Bulot, Vainqueur, Buyens, Mpoku (87' Cissé) Batshuayi (81' Tucudean), Ezekiel (65' Nagai)          | 39' Bulot 75' Kanu                                                  |
| 5 mei 2013 14:30 Constant Vanden Stockstadion Anderlecht      | RSC Anderlecht                                                                 | 2-0                             | Standard Luik                                                         | Kawashima Opare, Ciman, Arslanagic, Diabaté (59' Ezekiel) Bulot, Vainqueur, Buyens (65' Cristea), Van Damme Batshuayi (77' Nagai), Mpoku      | 66' Arslanagic                                                      |
| 5 mei 2013 14:30 Constant Vanden Stockstadion Anderlecht      | 54' Gillet 66' Gillet                                                          | 1-0 2-0                         |                                                                       | Kawashima Opare, Ciman, Arslanagic, Diabaté (59' Ezekiel) Bulot, Vainqueur, Buyens (65' Cristea), Van Damme Batshuayi (77' Nagai), Mpoku      | 66' Arslanagic                                                      |
| 12 mei 2013 14:30 Stade Maurice Dufrasne Luik                 | Standard Luik                                                                  | 2-4                             | Club Brugge                                                           | Kawashima Opare (57' Cissé), Ciman, Kanu, Van Damme Koç (64' Ono), Vainqueur, Buyens, Mpoku Ezekiel, Tucudean (52' Batshuayi)                 | 36' Ciman 57' Vainqueur                                             |
| 12 mei 2013 14:30 Stade Maurice Dufrasne Luik                 | 52' Duarte (own) 59' Mpoku                                                     | 0-1 0-2 0-3 1-3 2-3 2-4         | 5' Lestienne 30' Duarte 45' Bacca 70' Vázquez                         | Kawashima Opare (57' Cissé), Ciman, Kanu, Van Damme Koç (64' Ono), Vainqueur, Buyens, Mpoku Ezekiel, Tucudean (52' Batshuayi)                 | 36' Ciman 57' Vainqueur                                             |
| 16 mei 2013 20:30 Cristal Arena Genk                          | KRC Genk                                                                       | 1-1                             | Standard Luik                                                         | Moris Cissé, Kanu, Arslanagic, Diabaté Bulot (65' Koç), Vainqueur, Buyens, Mpoku Batshuayi (53' Tucudean), Ezekiel (86' Nagai)                | 52' Kanu 71' Buyens 76' Mpoku 80' Diabaté                           |
| 16 mei 2013 20:30 Cristal Arena Genk                          | 45' Gorius                                                                     | 0-1 1-1                         | 20' Ezekiel                                                           | Moris Cissé, Kanu, Arslanagic, Diabaté Bulot (65' Koç), Vainqueur, Buyens, Mpoku Batshuayi (53' Tucudean), Ezekiel (86' Nagai)                | 52' Kanu 71' Buyens 76' Mpoku 80' Diabaté                           |
| 19 mei 2013 14:30 Stade Maurice Dufrasne Luik                 | Standard Luik                                                                  | 4-3                             | KSC Lokeren                                                           | Moris Nego, Ciman, Arslanagic, Diabaté Bulot, Marquet (46' Cissé), Ono, Koç Nagai (46' Batshuayi), Reza (59' Tucudean)                        | 43' Marquet 74' Batshuayi 90' Ono                                   |
| 19 mei 2013 14:30 Stade Maurice Dufrasne Luik                 | 20' Reza 52' Arslanagic 66' Batshuayi 73' Batshuayi                            | 0-1 1-1 1-2 1-3 2-3 3-3 4-3     | 10' Mij. Maric 40' Dutra 42' Dutra                                    | Moris Nego, Ciman, Arslanagic, Diabaté Bulot, Marquet (46' Cissé), Ono, Koç Nagai (46' Batshuayi), Reza (59' Tucudean)                        | 43' Marquet 74' Batshuayi 90' Ono                                   |
| Barragewedstrijden Europa League                              |                                                                                |                                 |                                                                       | |                                                                     |
| 23 mei 2013 20:30 Jules Ottenstadion Gent                     | AA Gent                                                                        | 1-0                             | Standard Luik                                                         | Kawashima Cissé (79' Nego), Kanu, Arslanagic, Van Damme (38' Diabaté) Ono (72' Koç), Vainqueur, Buyens, Mpoku Ezekiel, Batshuayi              | 45' Diabaté                                                         |
| 23 mei 2013 20:30 Jules Ottenstadion Gent                     | 82' Mboyo                                                                      | 1-0                             |                                                                       | Kawashima Cissé (79' Nego), Kanu, Arslanagic, Van Damme (38' Diabaté) Ono (72' Koç), Vainqueur, Buyens, Mpoku Ezekiel, Batshuayi              | 45' Diabaté                                                         |
| 26 mei 2013 14:30 Stade Maurice Dufrasne Luik                 | Standard Luik                                                                  | 7-0                             | AA Gent                                                               | Kawashima Opare, Kanu, Arslanagic, Diabaté Bulot, Vainqueur, Buyens, Mpoku (83' Tucudean) Ezekiel (70' Ono), Batshuayi (59' Reza)             | 26' Buyens 34' Mpoku                                                |
| 26 mei 2013 14:30 Stade Maurice Dufrasne Luik                 | 4' Batshuayi 14' Bulot 35' Mpoku 39' Mpoku 71' Reza 78' Mpoku 81' Reza         | 1-0 2-0 3-0 4-0 5-0 6-0 7-0     |                                                                       | Kawashima Opare, Kanu, Arslanagic, Diabaté Bulot, Vainqueur, Buyens, Mpoku (83' Tucudean) Ezekiel (70' Ono), Batshuayi (59' Reza)             | 26' Buyens 34' Mpoku                                                |

7 oktober 2012: De wedstrijd tegen RSC Anderlecht werd meermaals stilgelegd omdat er vuurpijlen van de thuissupporters op het veld vlogen.

7 december 2012: De wedstrijd tegen Sporting Charleroi werd in de tweede helft zo'n 5 minuten stilgelegd omdat de uitsupporters stoeltjes en vuurpijlen op het veld wierpen.

12 april 2013: Bankzitter Anthony Moris kreeg een gele kaart wegens protesteren.

### Overzicht
| Speeldag  | 1  | 2  | 3 | 4 | 5  | 6  | 7  | 8  | 9  | 10 | 11 | 12 | 13 | 14 | 15 | 16 | 17 | 18 | 19 | 20 | 21 | 22 | 23 | 24 | 25 | 26 | 27 | 28 | 29 | 30 |  | 1  | 2  | 3  | 4  | 5  | 6  | 7  | 8  | 9  | 10 |  | B1 | B2 |
| --------- | -- | -- | - | - | -- | -- | -- | -- | -- | -- | -- | -- | -- | -- | -- | -- | -- | -- | -- | -- | -- | -- | -- | -- | -- | -- | -- | -- | -- | -- |  | -- | -- | -- | -- | -- | -- | -- | -- | -- | -- |  | -- | -- |
| Resultaat | v  | g  | w | w | w  | v  | v  | v  | v  | w  | v  | w  | w  | w  | v  | g  | w  | w  | w  | w  | v  | w  | g  | w  | g  | v  | w  | g  | w  | v  |  | w  | g  | w  | w  | v  | w  | v  | v  | g  | w  |  | v  | w  |
| Punten    | 0  | 1  | 4 | 7 | 10 | 10 | 10 | 10 | 10 | 13 | 13 | 16 | 19 | 22 | 22 | 23 | 26 | 29 | 32 | 35 | 35 | 38 | 39 | 42 | 43 | 43 | 46 | 47 | 50 | 50 |  | 28 | 29 | 32 | 35 | 35 | 38 | 38 | 38 | 39 | 42 |  | —  | —  |
| Positie   | 11 | 11 | 8 | 4 | 3  | 4  | 7  | 10 | 12 | 9  | 12 | 10 | 8  | 7  | 7  | 9  | 7  | 5  | 5  | 3  | 5  | 5  | 5  | 4  | 4  | 5  | 4  | 4  | 5  | 6  |  | 4  | 5  | 4  | 3  | 3  | 3  | 5  | 5  | 5  | 4  |  | —  | —  |

B1= barragewedstrijd (heen), B2= barragewedstrijd (terug)

### Klassement voor de Play-offs
| Pl. | Club               | Wed | W  | V  | G  | +  | –  | +/− | Ptn. | Play-off     |
| --- | ------------------ | --- | -- | -- | -- | -- | -- | --- | ---- | ------------ |
| 1   | RSC Anderlecht     | 30  | 20 | 3  | 7  | 69 | 27 | +42 | 67   | Play-off I   |
| 2   | Zulte Waregem      | 30  | 19 | 5  | 6  | 49 | 29 | +20 | 63   | Play-off I   |
| 3   | Racing Genk        | 30  | 15 | 5  | 10 | 63 | 40 | +23 | 55   | Play-off I   |
| 4   | Club Brugge        | 30  | 15 | 6  | 9  | 66 | 43 | +23 | 54   | Play-off I   |
| 5   | Sporting Lokeren   | 30  | 14 | 7  | 9  | 53 | 38 | +15 | 51   | Play-off I   |
| 6   | Standard de Liège  | 30  | 15 | 10 | 5  | 54 | 33 | +21 | 50   | Play-off I   |
| 7   | RAEC Mons          | 30  | 13 | 12 | 5  | 48 | 53 | −5  | 44   | Play-off II  |
| 8   | KV Mechelen        | 30  | 12 | 13 | 5  | 44 | 42 | +2  | 41   | Play-off II  |
| 9   | KV Kortrijk        | 30  | 11 | 13 | 6  | 31 | 30 | +1  | 39   | Play-off II  |
| 10  | OH Leuven          | 30  | 8  | 10 | 12 | 46 | 51 | −5  | 36   | Play-off II  |
| 11  | Sporting Charleroi | 30  | 10 | 16 | 4  | 30 | 49 | −19 | 34   | Play-off II  |
| 12  | KAA Gent           | 30  | 8  | 12 | 10 | 33 | 40 | −7  | 34   | Play-off II  |
| 13  | Waasland-Beveren   | 30  | 7  | 14 | 9  | 28 | 49 | −21 | 30   | Play-off II  |
| 14  | Lierse SK          | 30  | 5  | 14 | 11 | 28 | 53 | −25 | 26   | Play-off II  |
| 15  | Beerschot AC       | 30  | 6  | 19 | 5  | 31 | 61 | −30 | 23   | Play-off III |
| 16  | Cercle Brugge      | 30  | 3  | 22 | 5  | 30 | 65 | −35 | 14   | Play-off III |

### Klassement Play-off I
|           | #  | Club           | GS | W | G | V | DV | DT | DS | PTN |
| --------- | -- | -------------- | -- | - | - | - | -- | -- | -- | --- |
| K         | 1. | RSC Anderlecht | 10 | 4 | 3 | 3 | 16 | 11 | +5 | 49  |
| CL        | 2. | Zulte Waregem  | 10 | 4 | 3 | 3 | 20 | 20 | 0  | 47  |
| EL        | 3. | Club Brugge    | 10 | 6 | 1 | 3 | 21 | 17 | +4 | 46  |
| (barrage) | 4. | Standard Luik  | 10 | 5 | 2 | 3 | 18 | 17 | +1 | 42  |
| (beker)   | 5. | KRC Genk       | 10 | 3 | 3 | 4 | 11 | 12 | −1 | 40  |
|           | 6. | KSC Lokeren    | 10 | 1 | 2 | 7 | 15 | 24 | −9 | 31  |

### Statistieken
| Nr. | Naam                 | Wed. |    |    |   |    |    |
| --- | -------------------- | ---- | -- | -- | - | -- | -- |
| 1   | Eiji Kawashima       | 40   | 0  | 2  | 0 | 0  | 0  |
| 2   | Réginal Goreux       | 19   | 1  | 6  | 1 | 0  | 1  |
| 2   | Loïc Nego            | 2    | 0  | 0  | 0 | 1  | 0  |
| 3   | Yohan Tavares        | 3    | 0  | 0  | 0 | 1  | 1  |
| 4   | Daniel Opare         | 13   | 0  | 2  | 0 | 1  | 1  |
| 5   | Rami Gershon         | 1    | 0  | 0  | 0 | 0  | 0  |
| 6   | Laurent Ciman        | 37   | 1  | 8  | 0 | 0  | 0  |
| 7   | Ezekiel Fryers       | 7    | 0  | 0  | 0 | 1  | 0  |
| 7   | Reza Ghoochannejhad  | 9    | 3  | 0  | 0 | 5  | 4  |
| 8   | Astrit Ajdarević     | 20   | 1  | 2  | 0 | 13 | 5  |
| 9   | David Biton          | 10   | 1  | 1  | 0 | 9  | 1  |
| 9   | George Țucudean      | 11   | 0  | 0  | 1 | 10 | 1  |
| 10  | Ignacio González     | 12   | 6  | 2  | 0 | 2  | 5  |
| 10  | Adrian Cristea       | 8    | 0  | 0  | 0 | 5  | 2  |
| 11  | Frédéric Bulot       | 35   | 4  | 3  | 0 | 3  | 15 |
| 13  | Kensuke Nagai        | 12   | 0  | 0  | 0 | 8  | 4  |
| 14  | Yuji Ono             | 8    | 0  | 1  | 0 | 5  | 2  |
| 15  | Sébastien Pocognoli  | 9    | 0  | 1  | 0 | 2  | 2  |
| 17  | Yoni Buyens          | 41   | 9  | 6  | 0 | 1  | 6  |
| 18  | Anthony Moris        | 2    | 0  | 1  | 0 | 0  | 0  |
| 20  | Luis Seijas          | 18   | 3  | 0  | 0 | 10 | 5  |
| 21  | William Vainqueur    | 37   | 5  | 11 | 2 | 0  | 5  |
| 23  | Michy Batshuayi      | 34   | 12 | 1  | 0 | 8  | 19 |
| 24  | Zié Diabaté          | 10   | 0  | 2  | 0 | 3  | 1  |
| 25  | Kanu                 | 28   | 1  | 6  | 0 | 1  | 0  |
| 28  | Luiz Phellype        | 3    | 0  | 0  | 0 | 3  | 0  |
| 31  | Marvin Ogunjimi      | 5    | 0  | 0  | 0 | 2  | 1  |
| 36  | Dino Arslanagic      | 11   | 1  | 2  | 0 | 0  | 0  |
| 37  | Jelle Van Damme      | 35   | 3  | 9  | 1 | 0  | 2  |
| 38  | Sinan Bolat          | 0    | 0  | 0  | 0 | 0  | 0  |
| 39  | Imoh Ezekiel         | 33   | 16 | 3  | 1 | 4  | 19 |
| 40  | Paul José Mpoku      | 29   | 9  | 9  | 0 | 5  | 11 |
| 44  | Ibrahima Cissé       | 18   | 1  | 1  | 0 | 8  | 3  |
| 45  | François Marquet     | 1    | 0  | 1  | 0 | 0  | 1  |
| 77  | Maor Buzaglo         | 20   | 1  | 0  | 0 | 12 | 7  |
| 89  | Geoffrey Mujangi Bia | 1    | 0  | 0  | 0 | 0  | 1  |
| 89  | Anil Koç             | 5    | 0  | 0  | 0 | 3  | 1  |

## Beker van België

### Wedstrijd
| Beker van België                               |                        |                     |                                                  | |                                                                               |
| Wedstrijddetails                               | Thuisploeg             | Uitslag             | Uitploeg                                         | Opstelling | Kaarten                                                                       |
| 1/16 finale                                    |                        |                     |                                                  | |                                                                               |
| 25 september 2012 20:15 Le Canonnier Moeskroen | Mouscron-Péruwelz (II) | 2-3                 | Standard Luik                                    | Moris Goreux (108' Opare), Ciman, Van Damme, Pocognoli Vainqueur, Buyens Bulot (61' Mpoku), González (38' Ogunjimi), Ajdarevic Batshuayi  | 5' González 28' Batshuayi 43' Vainqueur 69' Goreux 80' Ogunjimi 98' Pocognoli |
| 25 september 2012 20:15 Le Canonnier Moeskroen | 7' Mézine 99' Ruiz     | 1-0 1-1 1-2 2-2 2-3 | 90+3' Ajdarevic 93' Domrane (own) 114' Van Damme | Moris Goreux (108' Opare), Ciman, Van Damme, Pocognoli Vainqueur, Buyens Bulot (61' Mpoku), González (38' Ogunjimi), Ajdarevic Batshuayi  | 5' González 28' Batshuayi 43' Vainqueur 69' Goreux 80' Ogunjimi 98' Pocognoli |
| 1/8 finale                                     |                        |                     |                                                  | |                                                                               |
| 29 november 2012 20:45 Cristal Arena Genk      | KRC Genk               | 1-0                 | Standard Luik                                    | Moris Goreux, Arslanagic, Ciman, Van Damme Bulot, Vainqueur (68' González), Buyens, Mpoku Batshuayi (74' Ogunjimi), Ezekiel (78' Buzaglo) | 21' Ciman 90' Bulot                                                           |
| 29 november 2012 20:45 Cristal Arena Genk      | 49' Vossen             | 1-0                 |                                                  | Moris Goreux, Arslanagic, Ciman, Van Damme Bulot, Vainqueur (68' González), Buyens, Mpoku Batshuayi (74' Ogunjimi), Ezekiel (78' Buzaglo) | 21' Ciman 90' Bulot                                                           |

### Statistieken
| Nr. | Naam                 | Wed. |   |   |   |   |   |
| --- | -------------------- | ---- | - | - | - | - | - |
| 1   | Eiji Kawashima       | 0    | 0 | 0 | 0 | 0 | 0 |
| 2   | Réginal Goreux       | 2    | 0 | 1 | 0 | 0 | 1 |
| 3   | Yohan Tavares        | 0    | 0 | 0 | 0 | 0 | 0 |
| 4   | Daniel Opare         | 1    | 0 | 0 | 0 | 1 | 0 |
| 5   | Rami Gershon         | 0    | 0 | 0 | 0 | 0 | 0 |
| 6   | Laurent Ciman        | 2    | 0 | 1 | 0 | 0 | 0 |
| 7   | Ezekiel Fryers       | 0    | 0 | 0 | 0 | 0 | 0 |
| 8   | Astrit Ajdarević     | 1    | 1 | 0 | 0 | 0 | 0 |
| 9   | David Biton          | 0    | 0 | 0 | 0 | 0 | 0 |
| 10  | Ignacio González     | 2    | 0 | 1 | 0 | 1 | 1 |
| 11  | Frédéric Bulot       | 2    | 0 | 1 | 0 | 0 | 1 |
| 15  | Sébastien Pocognoli  | 1    | 0 | 1 | 0 | 0 | 0 |
| 17  | Yoni Buyens          | 2    | 0 | 0 | 0 | 0 | 0 |
| 18  | Anthony Moris        | 2    | 0 | 0 | 0 | 0 | 0 |
| 20  | Luis Seijas          | 0    | 0 | 0 | 0 | 0 | 0 |
| 21  | William Vainqueur    | 2    | 0 | 1 | 0 | 0 | 1 |
| 23  | Michy Batshuayi      | 2    | 0 | 0 | 1 | 0 | 1 |
| 25  | Kanu                 | 0    | 0 | 0 | 0 | 0 | 0 |
| 28  | Luiz Phellype        | 0    | 0 | 0 | 0 | 0 | 0 |
| 31  | Marvin Ogunjimi      | 2    | 0 | 1 | 0 | 2 | 0 |
| 36  | Dino Arslanagic      | 1    | 0 | 0 | 0 | 0 | 0 |
| 37  | Jelle Van Damme      | 2    | 1 | 0 | 0 | 0 | 0 |
| 38  | Sinan Bolat          | 0    | 0 | 0 | 0 | 0 | 0 |
| 39  | Imoh Ezekiel         | 1    | 0 | 0 | 0 | 0 | 1 |
| 40  | Paul José Mpoku      | 2    | 0 | 0 | 0 | 1 | 0 |
| 44  | Ibrahima Cissé       | 0    | 0 | 0 | 0 | 0 | 0 |
| 77  | Maor Buzaglo         | 1    | 0 | 0 | 0 | 1 | 0 |
| 89  | Geoffrey Mujangi Bia | 0    | 0 | 0 | 0 | 0 | 0 |

## Afbeeldingen

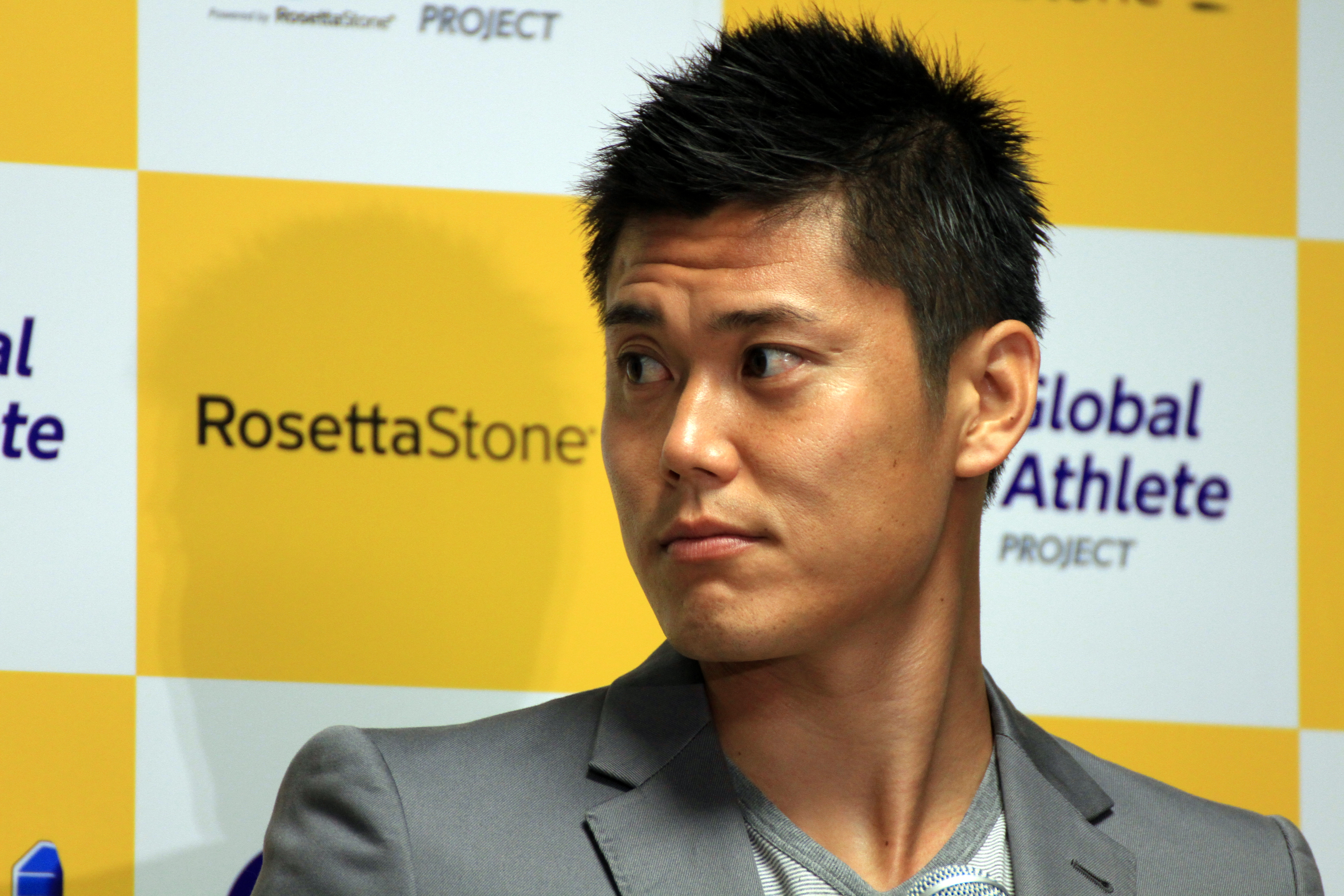
Eiji Kawashima (doelman)
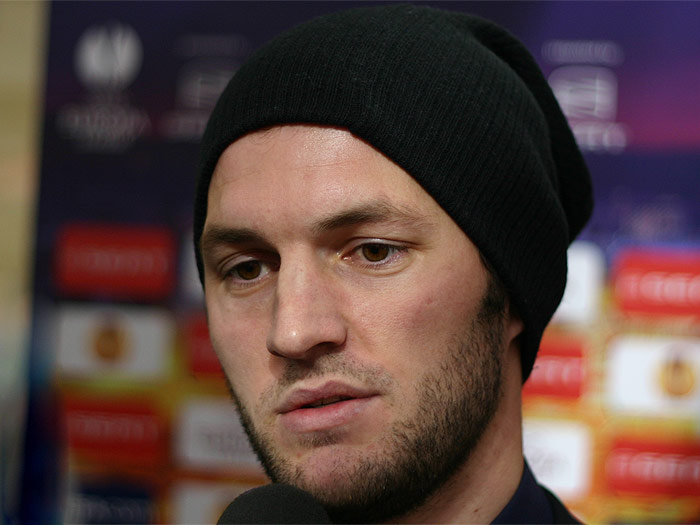
Jelle Van Damme (verdediger)
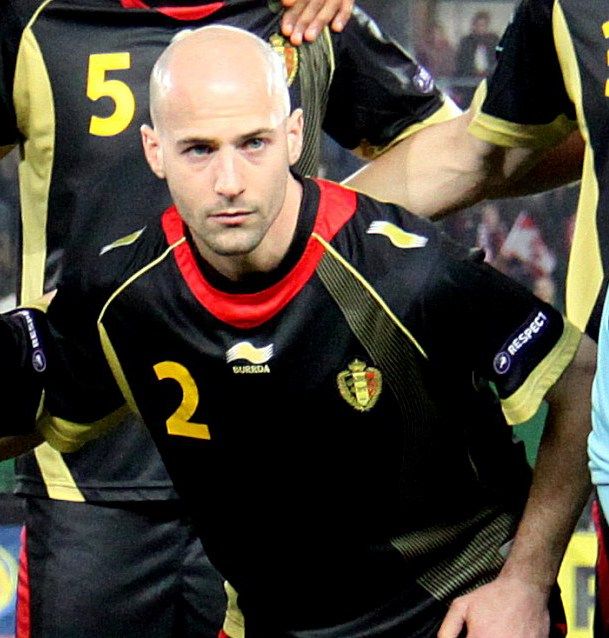
Laurent Ciman (verdediger)
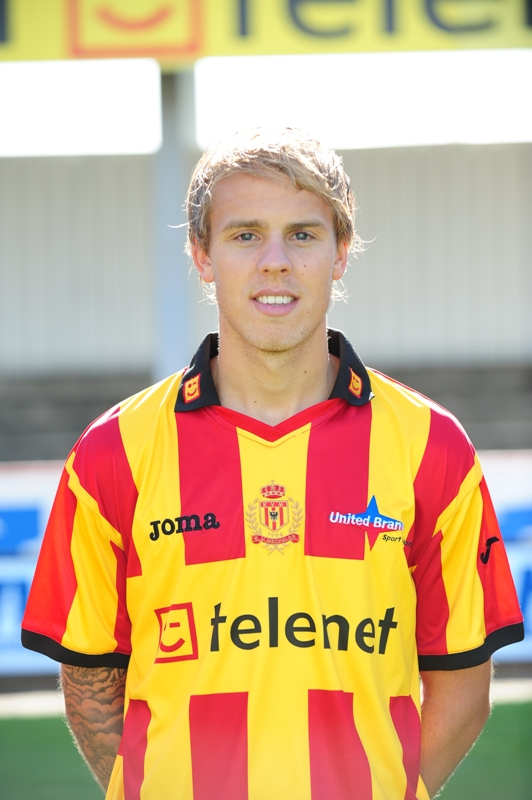
Yoni Buyens (middenvelder)
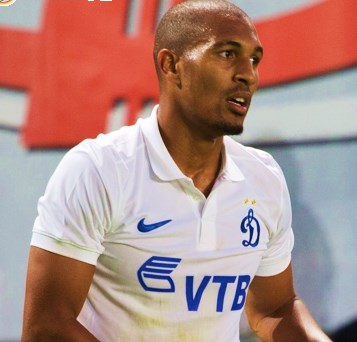
William Vainqueur (middenvelder)
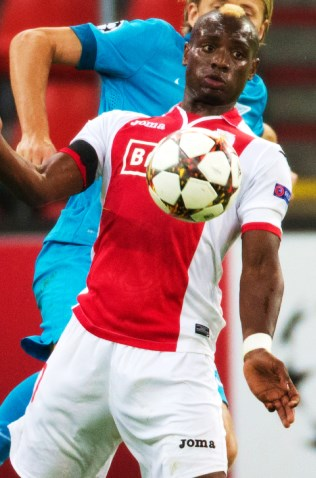
Paul-José Mpoku (middenvelder)
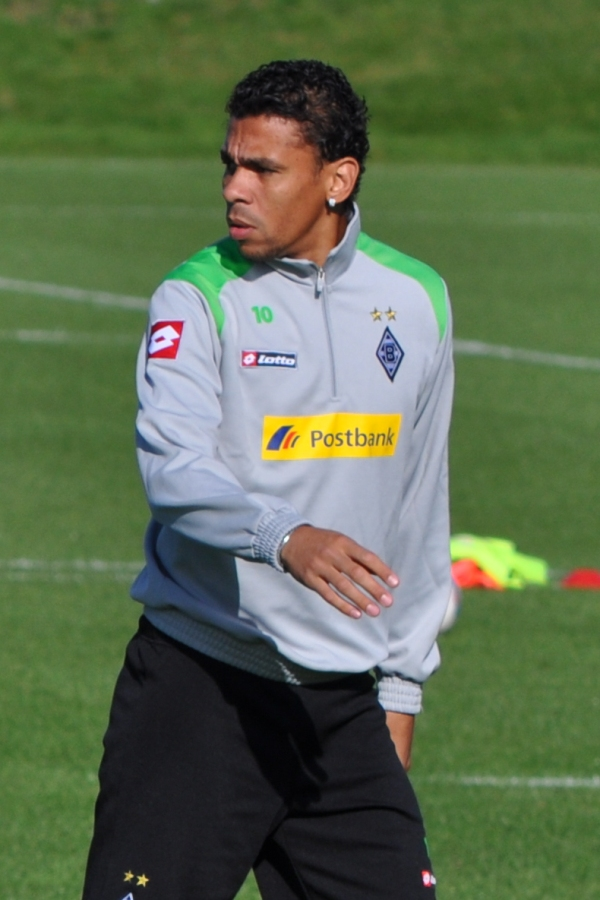
Igor De Camargo (aanvaller)